# Eusandalinae
Die Eusandalinae bilden eine Unterfamilie der Eupelmidae innerhalb der Überfamilie der Erzwespen (Chalcidoidea).

## Taxonomie
Burks et al. (2022) führten aufgrund molekularbiologischer und morphologischer Studien eine Aufspaltung und Umgliederung der Pteromalidae sowie verwandter Erzwespenfamilien durch. Im Rahmen dieser Revision wurden fünf Gattungen aus der Unterfamilie Calosotinae herausgelöst und der neu eingeführten Unterfamilie Eusandalinae zugeordnet. Die Typusgattung ist Eusandalum Ratzeburg, 1852. 

## Merkmale
Burks et al. (2022) beschreiben die Unterfamilie Eusandalinae anhand folgender morphologischer Eigenschaften. Die Fühler besitzen 9 Geißelglieder. Die Fühlerkeule ist nicht geteilt. Die Augen sind nicht ventral divergierend. Der Clypeus hat einen verkürzten apikalen Rand. Das Labrum ist annähernd quadratisch und hervortretend. Die subforaminale Brücke weist einen medianen Bereich auf, der von länglichen tentorialen Anhängen flankiert wird. Die postgenale Brücke trennt äußerlich die untere Tentoriumsbrücke von der hypostomalen Carina (Kiel). Eine postgenale Furche sowie eine postgenale Lamina fehlen. Die anterolateralen mesoskutalen Ecken ragen auf beiden Seiten des Pronotums schulterförmig hervor (gemeinsames Merkmal mit den Calosotinae). Die Notauli sind oberflächlich und konvergent (Ausnahme: Bei Archaeopelma enden die Notauli auf halber Höhe des Mesoscutums). Die Axilla sind entweder angenähert (bei Archaeopelma und Paraeusandalum) oder medial weit voneinander getrennt (bei den 3 anderen Gattungen). Eine axillulare Furche oder Carina fehlen. Ein Frenum fehlt. Das Acropleuron ist ausgedehnt und bildet die größte Oberfläche des Mesopleurons, entweder vergleichsweise klein und nicht Metapleuron und Metacoxa erreichend (bei Archaeopelma und Licrooides) oder den Großteil des sichtbaren Teils des Mesopleurons bedeckend und bis zum Metapleuron reichend (die 3 anderen Gattungen). Alle Beine weisen 5 Tarsenglieder auf. Der protibiale Sporn ist kräftig und gebogen. Der basitarsale Kamm ist längs gerichtet. Ein ventraler membranöser Bereich befindet sich vor der mesocoxalen Einlenkung. Der mesotibiale Sporn ist kräftig. Lediglich bei Archaeopelma ist dieser geringfügig verdickt. Die vorderen Tibia besitzen dorsal kleine Zähnchen (Ausnahme: Licrooides). Ein Geschlechtsdimorphismus ist nur gering ausgeprägt und beschränkt sich hauptsächlich auf die primären Geschlechtsmerkmale sowie die Struktur der Fühler.

## Verbreitung
Die Eusandalinae sind in weiten Teilen der Welt verbreitet. Aus Südostasien gibt es offenbar keine Nachweise der Unterfamilie.

## Lebensweise
Die Eusandalinae parasitieren hauptsächlich Larven und Puppen xylophager Käfer.

## Innere Systematik
Die Eusandalinae umfassen folgende Gattungen:
- Archaeopelma Gibson, 1989 – 1 Art (A. tropeotergum); Mexiko, Arizona, Texas
- Eusandalum Ratzeburg, 1852 – 57 Arten; Afrotropis, Madagaskar, Nearktis, Neotropis, Orientalis, Paläarktis, Australien, Neuseeland
- Licrooides Gibson, 1989 – 1 Art (L. umbilicatus); Arizona, Georgia, Texas
- Paraeusandalum Gibson, 1989 – 1 Art (P. chilense); Chile
- Pentacladia Westwood, 1835 – 7 Arten; Westpaläarktis, Zentralasien, Madagaskar